# DuBridge Range
DuBridge Range (in lingua inglese: Catena DuBridge) è una catena montuosa antartica, lunga oltre 37 km, situata nei Monti dell'Ammiragliato, in Antartide. Si estende in direzione sudovest-nordest tra il Ghiacciaio Pitkevitch e il Ghiacciaio Shipley e termina sulla costa settentrionale della Terra della Regina Vittoria, subito a ovest della Flat Island. 
La catena è stata mappata dall' United States Geological Survey (USGS) sulla base di rilevazioni e foto aeree scattate dalla U.S. Navy nel periodo 1960-63.
La denominazione è stata assegnata dall' Advisory Committee on Antarctic Names (US-ACAN) in onore di Lee DuBridge, per molti anni membro del National Science Board e Consigliere Scientifico del Presidente degli Stati Uniti d'America Richard Nixon nel 1969-70.